# ТЭСТ-71
ТЭСТ-71 — советская противолодочная телеуправляемая электрическая самонаводящаяся акустическая торпеда для поражения подводных лодок.
Стояла на вооружении надводных кораблей, подводных лодок и морской авиации.

## История проектирования
Торпеда ТЭСТ-71 создавалась в НИИ-400 (ныне — концерн «МПО — Гидроприбор») под руководством главного конструктора З. М. Персица, затем М. П. Балуева. Комплекс телеуправления КТУ-71 разрабатывался в ЦНИИ-173 (ныне — ЦНИИАГ). Прибор самонаведения «Сапфир» с активно-пассивной акустической системой разрабатывался под руководством главного конструктора Ю. Б. Наумова. Неконтактный взрыватель разрабатывался под руководством главного конструктора А. Н. Шашихина.
В 1971 году торпеда ТЭСТ-71 поступила на вооружение ВМФ СССР и использовалась подводными лодками. Пришла на смену предыдущей модели ТЭСТ-68.

## Конструкция
Торпеда ТЭСТ-71 имела сигарообразную форму разделённую на 6 основных отсеков:
1. Приборный отсек;
2. Боевое зарядное отделение;
3. Аккумуляторное отделение;
4. Приборный отсек телеуправления;
5. Хвостовая часть;
6. Буксируемая катушка.

В приборном отсеке устанавливалась акустическая активно-пассивная система самонаведения. В боевом зарядном отделении торпеды находились неконтактный акустический взрыватель, запальное устройство и взрывчатое вещество. В аккумуляторном отделении помещалась серебряно-цинковая аккумуляторная батарея. В приборном отсеке телеуправления монтировались приборы управления, электронный блок и торпедная катушка. В хвостовой части располагались силовая установка и механизмы, управляющие движением торпеды, два гребных винта и четыре пера с вертикальными и горизонтальными рулями для управления торпедой по направлению и глубине. За рулями управления хвостовой части крепилась буксируемая катушка.

## Принцип работы
Перед выстрелом торпеда подаётся в торпедный аппарат. После выхода из торпедного аппарата и запуска электродвигателя она начинает движение в сторону цели со скоростью 24 узла для уменьшения шумности, на расстоянии около 30 метров от лодки буксируемая катушка отделяется от торпеды и буксируется подводной лодкой на бронированном кабеле. Во время движения электрическая торпеда не оставляет видимого следа, а провод управления сматывается с буксируемой катушки и с торпедной катушки, размещённой внутри самой торпеды. Наведение торпеды на цель производится по проводу комплекса телеуправления КТУ-71 с корректировкой её курса по пеленгу на атакуемую цель. Если атакуемая цель изменяет свой курс, то после определения второго пеленга по проводу КТУ-71 передаётся команда и электро-гидравлическая рулевая машинка управляющая вертикальными рулями направляет торпеду по откорректированному курсу. Этот процесс повторяется вплоть до начала работы системы самонаведения «Сапфир» и учитывает все изменения курса цели, но приводит к значительному увеличению расстояния, проходимого торпедой. При выходе торпеды в зону действия аппаратуры самонаведения, её активно-пассивная гидроакустическая система осуществляет поиск и захват подводной лодки-цели на расстоянии до 800 метров и управляет рулями по курсу и глубине, обеспечивая выход на цель с догонной скоростью 35 узлов. Как только торпеда входит в зону действия неконтактного взрывателя, происходит замыкание цепи запала и воспламенение взрывчатого вещества, вызывая взрыв заряда БЧ и поражение цели.

## Модификации
- ТЭСТ-71 — базовая модель торпеды принятая на вооружение в 1971 году.
- ТЭСТ-71М — модернизированный вариант торпеды с улучшенным комплексом телеуправления КТУ-81. Принята на вооружение в 1981 году.
- ТЭСТ-71МЭ — экспортный вариант торпеды ТЭСТ-71М.
- ТЭСТ-71МК — вариант торпеды с улучшенной активной акустической системой самонаведения ССН «Керамика». Принята на вооружение в 1986 году.
- ТЭСТ-71МКЭ — экспортный вариант торпеды ТЭСТ-71МК. Предлагается с 1990-х годов.
- ТЭСТ-71МЭ-НК — экспортный вариант универсальной противокорабельной и противолодочной торпеды, может использоваться с надводных кораблей и подводных лодок. Предлагается с 1990-х годов.